# Чемпіонат світу зі спортивної гімнастики 1907
3-й чемпіонат світу зі спортивної гімнастики пройшов у 1907 році в Празі (Австро-Угорщина).

## Медальний залік
| Місце | Країна  | Золото | Срібло | Бронза | Загалом |
| ----- | ------- | ------ | ------ | ------ | ------- |
| 1     | Богемія | 4      | 1      | 3      | 8       |
| 2     | Франція | 2      | 3      | 2      | 7       |
| 3     | Бельгія | -      | -      | 1      | 1       |

## Результати

### Абсолютна першість
| Місце | Гімнаст         | Сума    |
| ----- | --------------- | ------- |
| 1.    | Йожеф Када      | 167.250 |
| 2.    | Жюль Роллан     | 158.750 |
| 3.    | Франтішек Ербен | 157.250 |

### Командна першість
| Місце | Збірна                                                                                         | Сума    |
| ----- | ---------------------------------------------------------------------------------------------- | ------- |
| 1.    | Богемія Йожеф Када, Франтішек Ербен, Богуміл Гонзатко, Карел Сал, Йожеф Сейдл, Карел Старий    | 951.250 |
| 2.    | Франція Жозкф Кастільйоні, Жорж Шармуальє, Жозеф Люкс, Жюль Роллан, Луї Сегюра, Франсуа Відаль | 923.000 |
| 3.    | Бельгія Герман Карсау, Луї де Вінтер, Поль Гісенфельд, Карел Ланні, Поль Манжін, Лео Пувельс   | 827.250 |

### Перекладина
| Місце | Гімнаст         | Сума   |
| ----- | --------------- | ------ |
| 1.    | Жорж Шармуальє  | 23.750 |
| 1.    | Франтішек Ербен | 23.750 |
| 3.    | Жюль Роллан     | 23.500 |

### Паралельні бруси
| Місце | Гімнаст         | Сума   |
| ----- | --------------- | ------ |
| 1.    | Жозеф Люкс      | 21.750 |
| 2.    | Йожеф Када      | 20.750 |
| 3.    | Луї Сегюра      | 20.500 |
| 3.    | Франтішек Ербен | 20.500 |

### Кінь
| Місце | Гімнаст         | Сума   |
| ----- | --------------- | ------ |
| 1.    | Франтішек Ербен | 22.250 |
| 2.    | Жюль Роллан     | 21.000 |
| 3.    | Карел Сал       | 20.750 |